# 寺尾調節池
寺尾調節池（てらおちょうせつち）は、埼玉県川越市にある調節池。

## 概要
近くを流れる新河岸川の治水のため、2003年に川越市東部の寺尾地区の荒地に建設された調節池である。面積は13ヘクタール、容量は36万平方メートルを持つ。
周囲はジョギングコースとなっており、一周は1820メートルである。
大雨の際は新河岸川の排水が間に合わず、周囲一帯が浸水することが間々ある。
厳冬期の早朝には調整池堤防内部一面に霧が立ち込めることが年に数日有り、気温の上昇とともに霧が消滅するまで二、三時間程度の短い間ではあるが、幻想的な光景を目にすることができる。
調節池の傍らには「墾田の碑（墾田之碑）」という石碑が建てられている。これは調節池建設前より存在する（1935年5月建立）。

## 周辺
- 川越市立寺尾小学校
- 川越市立寺尾中学校
- ふじみ野市立元福小学校
- ふじみ野市立葦原中学校
- 星和幼稚園